# Gymnobothroides pullus
Gymnobothroides pullus är en insektsart som beskrevs av Heinrich Hugo Karny 1917. Gymnobothroides pullus ingår i släktet Gymnobothroides och familjen gräshoppor.

## Underarter
Arten delas in i följande underarter:
- G. p. pullus
- G. p. montanus